# Ravno
Ravno è un comune della Federazione di Bosnia ed Erzegovina situato nel Cantone dell'Erzegovina-Narenta con 3.328 abitanti al censimento 2013.

## Storia
Comune autonomo fino al 1963 fu inglobato nel comune di Trebigne e in seguito agli accordi di Dayton riottenne lo status di comune.
Durante le guerre jugoslave, Ravno fu attaccato all'inizio dell'ottobre 1991 dalle truppe dell'Armata Popolare Jugoslava nel contesto della campagna dell'assedio di Ragusa. L'area di Ravno era infatti utilizzata come corridoio per gli assedianti in direzione di Ragusa. 24 civili furono uccisi nell'attacco. 

## Località
Il comune è formato dall'insieme delle seguenti 42 località:
Baljivac, Belenići, Bobovišta, Cicrina, Čavaš, Čopice, Čvaljina, Dvrsnica, Glavska, Golubinac, Gorogaše, Grebci, Ivanica, Kalađurđevići, Kijev Do, Kutina, Nenovići, Nevada, Orahov Do, Podosoje, Prosjek, Ravno, Rupni Do, Slavogostići, Slivnica Bobani, Slivnica Površ, Sparožići, Šćenica Bobani, Trebimlja, Trnčina, Uskoplje, Velja Međa, Vlaka, Vukovići, Začula, Zagradinje, Zaplanik, Zavala e parte dei villaggi di Baonine, Orašje Popovo e Rapti Bobani.